# Ossama Mohammed
Ossama Mohammed (ALA-LC: 'Usamatan Muhamad) (en árabe: أسامة محمد‎‎; 21 de marzo de 1954 (71 años), Latakia, Siria es un realizador, director de cine, y guionista sirio.
En 1979, se graduó con una licenciatura, por la Universidad Panrusa Guerásimov de Cinematografía de Moscú, Rusia (VGIK). En 1983, trabajó como asistente de dirección de Mohammad Malas en Ahlam al-Madina (Sueños de la ciudad).
Su película  The Box of Life fue estrenada en la Sección Un certain regard section at the 2002 Cannes Film Festival. Y, en 2014, presentó su documental Agua plateada, autorretrato de Siria
Cuando Ossama Mohammed salió de Siria para Cannes, en mayo de 2011, no sabía que no usaría su boleto de regreso. Sin embargo, después de tomar parte en un panel de debate sobre "Hacer películas en una dictadura", se le avisó que no sería seguro volar de regreso. Después de cuatro décadas de cine de ficción bajo el gobierno dictatorial de dos generaciones de Assad, el veterano director sirio se sentía imposibilitado políticamente de volver a su país.
Actualmente vive, en el exilio, en París, donde ha colaborado, ent5re otros, en Agua plateada, autorretrato de Siria.

## Filmografía
- Khutwa Khutwa (1978)
- Stars in Broad Daylight (1988)
- Al-Lail (guionista) (1992)
- La Caja de la vida (2002)
- Sacrificies (Sunduq ad-Dunya) (2002)[10]
- Agua plateada, autorretrato de Siria (2014)[11]

### En TV
- 60 Minutes (serie documental)[12]